# Wolf + Lamb
Wolf + Lamb est un duo de compositeurs, musiciens et producteurs de musique électronique new-yorkais. Ses membres sont Zev Eisenberg et Gadi Mizrahi ; ils sont par ailleurs fondateurs du label Wolf + Lamb Music.